# Laurens Janszoon Coster

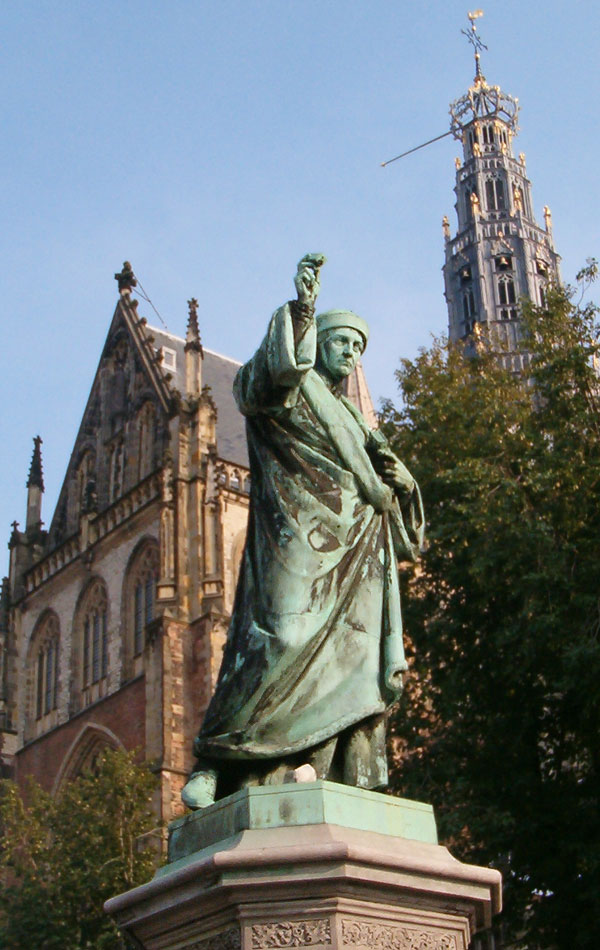
Costerstaty i Haarlem.

Laurens Janszoon Coster, född omkring 1370 i Haarlem, död omkring 1440, var en nederländsk borgare, av landsmännen firad som boktryckarkonstens uppfinnare. 
Coster nämns i denna egenskap första gången av läkaren och historiografen Adrianus Junius (de Jonghe) i dennes 1588 utgivna arbete "Batavia". Enligt sägner, som Junius säger sig ha hört av ålderstigna personer, skulle Coster, som var borgare i Haarlem 1440, en gång kommit på idén att skära ut bokstäver av bokträdets bark, varefter han uppfunnit en tjock svärta, tryckt bilder med text samt slutligen förfärdigat bly- och tenntyper. Men en av hans edsvurna medhjälpare, vid namn Johann (enligt Junius troligen ingen annan än Johann Fust), stal under julnatten typer och verktyg samt rymde med rovet till Mainz, där han 1441–1442 tryckte åtskilliga verk, sålunda gav äran av uppfinningen åt den tyska staden. Coster, modfälld av dessa händelser, fortsatte däremot ej att utöva sin konst. 
Denna sägen, omväxlande tillämpad på två olika personer med namnet Coster, har nederländarna ansett som en "nationell hederssak" att upprätthålla gentemot den historiska kritik, som uppvisat dess haltlöshet. De har firat Costerjubileer, inrättat ett Costermuseum och rest Costerstatyer såsom en protest mot Gutenbergsstatyerna. 
Costerlegenden har framkallat en hel litteratur. Först nederländaren Antonius van der Linde framlade i Die haarlemsche Costerlegend (1870) och Geschichte der Erfindung der Buchdruckerkunst (tre band, 1886) avgörande bevis mot rättmätigheten av Costers anspråk. Ännu så sent som 1882 och 1887 uppträdde emellertid engelsmannen John Henry Hessels till förmån för Coster och sökte hänföra en del tidiga nederländska tryck till Costers officin, men han blev definitivt vederlagd av Arthur Wyss (i Centralblatt für Bibliotekswesen 1888), varigenom Costerlegenden kan anses för alltid begraven.